# Liste der Stolpersteine in Aschersleben
Die Liste der Stolpersteine in Aschersleben enthält alle Stolpersteine, die im Rahmen des gleichnamigen Kunst-Projekts von Gunter Demnig in Aschersleben verlegt wurden. Mit ihnen soll Opfern des Nationalsozialismus gedacht werden, die in Aschersleben lebten und wirkten. Zwischen 2008 und 2023 wurden insgesamt 74 Steine an 17 Adressen verlegt.

## Verlegungen
- 23. November 2008: ein Stein an einer Adresse
- 19. November 2009: zwei Steine an einer Adresse
- 29. Oktober 2010: zwei Steine an zwei Adressen
- 10. Juni 2011: drei Steine an einer Adresse
- 30. Juli 2012: zwei Steine an einer Adresse
- 6. Mai 2013: sieben Steine an einer Adresse
- 19. Dezember 2013: drei Steine an einer Adresse
- 9. August 2014: 14 Steine an zwei Adressen[1]
- 30. Juli 2015: neun Steine an zwei Adressen[2]
- 29. September 2016: neun Steine an zwei Adressen
- 4. September 2017: acht Steine an zwei Adressen[3]
- 27. September 2018: vier Steine an einer Adresse[4]
- 9. November 2018: vier Steine an einer Adresse[5]
- 18. Februar 2020: zwei Steine an zwei Adressen.[6] Zusätzlich wurde der Stolperstein für Feodor Hirsch mit einem korrigierten ausgetauscht.
- 30. September 2021: zwei Stolpersteine an einer Adresse[7]
- 9. November 2023: zwei Stolpersteine an einer Adresse[8]

## Liste der Stolpersteine
| Adresse                      | Datum der Verlegung           | Person | Inschrift | Bild                      | Bild des Hauses                          |
| ---------------------------- | ----------------------------- | --- | --- | ------------------------- | ---------------------------------------- |
| Augustapromenade 44 ·        | 9. Nov. 2023                  | Helene Krelle (1887–1966) wurde am 21. April 1887 in Egeln als Kind der jüdischen Eltern Jacob und Laura Kaufmann geb. Viktor geboren. 1912 zog sie mit ihrer Mutter nach Leipzig, nachdem ihr Vater gestorben war. Dort lernte sie Udo Krelle kennen, den sie 1923 heiratete. Am 14. Februar 1945 wurde sie von Leipzig aus ins Konzentrationslager Theresienstadt deportiert. Sie überlebte das Lager und wurde am 8. Mai 1945 befreit. Im Juli 1945 zog sie mit ihrem Mann nach Aschersleben und wohnte in der Askanierstraße 10. Nach dem Tod ihres Mannes im Dezember 1961 zog sie 1962 ins Feierabendheim in der Askanierstraße, wo sie am 23. Juli 1966 starb. Sie wurde auf dem jüdischen Friedhof beigesetzt. Erst 2023 erhielt sie eine eigene Grabplatte auf dem Gemeinschaftsgrab mit der Inschrift ihrer Lebensdaten.                                          | HELENE KRELLE geb. Kaufmann Jg. 1887 deportiert 1945 Theresienstadt befreit                                                                           | Helene Krelle             |                                          |
| Augustapromenade 44 ·        | 9. Nov. 2023                  | Udo Krelle (1889–1961) wurde am 15. Januar 1889 in Aschersleben als Kind christlicher Eltern geboren. Er studierte Bildende Künste in München und war danach als Grafiker und Architekt in Leipzig tätig, wo er seine spätere Frau Helene Kaufmann kennenlernte, die er 1923 heiratete. Am 8. November 1944 wurde er durch die Organisation Todt als Hilfsarbeiter in das Arbeitslager für den Ausbau der Stollenanlage des unterirdischen Hydrierwerkes Dachs IV in Osterode am Harz zwangsverpflichtet. Das Lager wurde im April 1945 aufgelöst. Im Juli 1945 kehrte er mit seiner Frau nach Aschersleben zurück und wohnte dort in der Askanierstraße 10. Es bekam eine Lehrtätigkeit als Zeichen- und Kunstlehrer an der Lübenschule in der Augustapromenade 44. Udo Krelle starb am 26. Dezember 1961 in Aschersleben und wurde auf dem jüdischen Friedhof beigesetzt. | Hier lehrte UDO KRELLE Jg. 1889 Zwangsarbeit 1944 Organisation Todt Osterode Entlassen April 1945                                                     | Udo Krelle                |                                          |
| Breite Straße 12 ·           | 19. Nov. 2009                 | Adolf Conitzer (1866–1943) Adolf Conitzer stammte aus Jeschewo. Gemeinsam mit Arthur Grünbaum betrieb er in Aschersleben ein Kaufhaus. 1942 wurde er ins Ghetto Theresienstadt deportiert und starb dort am 1. Februar 1943. | Hier wohnte ADOLF CONITZER Jg. 1866 deportiert 1942 Theresienstadt tot 1.2.1943                                                                       | Adolf Conitzer            | Breite Straße 12                         |
| Breite Straße 12 ·           | 19. Nov. 2009                 | Arthur Grünbaum (1872–1938) Arthur Grünbaum betrieb gemeinsam mit Adolf Conitzer in Aschersleben ein Kaufhaus. Er kam 1938 in Berlin ums Leben. | Hier wohnte und arbeitete ARTHUR GRÜNBAUM Jg. 1872 Schicksal unbekannt tot 16.11.1938                                                                 | Grünbaum, Arthur          | Breite Straße 12                         |
| Breite Straße 15 ·           | 9. Nov. 2018                  | Betty Wolff (1886–1940) | Hier wohnte BETTY WOLFF geb. Polajewer Jg. 1886 Flucht 1939 Holland tot 25.9.1940 Amsterdam                                                           | Wolff, Betty              | Breite Straße 15                         |
| Breite Straße 15 ·           | 9. Nov. 2018                  | Max Wolff (1875–1943) | Hier wohnte MAX WOLFF Jg. 1875 Flucht 1939 Holland interniert Westerbork deportiert 1943 Sobibor ermordet 26.3.1943                                   | Wolff, Max                | Breite Straße 15                         |
| Breite Straße 15 ·           | 9. Nov. 2018                  | Selly Wolff (1915–?) | Hier wohnte SELLY WOLFF verh. Landsberger Jg. 1915 Flucht 1938 Holland 1942 Belgien versteckt überlebt                                                | Wolff, Selly              | Breite Straße 15                         |
| Breite Straße 15 ·           | 9. Nov. 2018                  | Walter Wolff (1913–?) | Hier wohnte WALTER WOLFF Jg. 1913 ’Schutzhaft’ 1938 Buchenwald Flucht 1938 Holland 1940 Chile                                                         | Wolff, Walter             | Breite Straße 15                         |
| Breite Straße 39 ·           | 30. Juli 2012                 | Bertha Badt (1859–1942) Bertha geb. Sternberg war mit Max Badt verheiratet und hatte mit ihm vier Kinder. Eine Tochter starb bereits sehr jung. Ein Sohn zog nach Berlin, ein weiterer Sohn und eine Tochter wanderten Anfang der 1930er Jahre nach Palästina aus. Nachdem für die Eheleute ein Leben in ihrer Heimatstadt nicht mehr möglich war, zogen sie zu ihrem Sohn nach Berlin. 1942 wurden sie zunächst ins Ghetto Theresienstadt und später in ein Todeslager deportiert. Bertha Badt wurde am 8. Dezember 1942 ermordet. Am 21. Juli 2012 wurden bereits in Berlin-Friedrichshain zwei Stolpersteine für die Eheleute verlegt. | Hier wohnte BERTHA BADT geb. Sternberg Jg. 1859 deportiert 1942 Theresienstadt ermordet 1942                                                          | Badt, Bertha              | Breite Straße 39                         |
| Breite Straße 39 ·           | 30. Juli 2012                 | Max Badt (1856–1942) Max Badt betrieb in Aschersleben eine Lederwarenhandlung. Nachdem für ihn und seine Frau Bertha ein Leben in ihrer Heimatstadt nicht mehr möglich war, zogen beide zu ihrem Sohn nach Berlin. 1942 wurden sie zunächst ins Ghetto Theresienstadt und später in ein Todeslager deportiert. Max Badt wurde am 16. November 1942 ermordet. Am 21. Juli 2012 wurden bereits in Berlin-Friedrichshain zwei Stolpersteine für die Eheleute verlegt. | Hier wohnte MAX BADT Jg. 1856 deportiert 1942 Theresienstadt ermordet 1942                                                                            | Badt, Max                 | Breite Straße 39                         |
| Breite Straße 41a ·          | 10. Juni 2011                 | Alice Crohn (1878–1944) Alice geb. Samson wurde in Bernburg geboren und betrieb mit ihrem Mann Herman Crohn in Aschersleben ein Kaufhaus. Das Ehepaar hatte vier Töchter, darunter Käthe Hirsch geb. Crohn und Lilli Silberberg geb. Crohn. Nach dem Tod ihres Mannes führte Alice Crohn das Kaufhaus gemeinsam mit dem Ehepaar Feodor und Helene Hirsch. Alice Crohn und Käthe Hirsch wurden 1942 deportiert. Alice Crohn gelangte zunächst ins Ghetto Theresienstadt. Später wurde sie ins KZ Auschwitz verlegt, wo sie am 16. Mai 1944 ermordet wurde. Auch Käthe Hirsch und Lilli Silberberg überlebten den Krieg nicht. Den beiden anderen Töchtern von Alice Crohn gelang die Flucht nach Südafrika bzw. Palästina. | Hier wohnte ALICE CROHN geb. Samson Jg. 1878 deportiert 1942 Theresienstadt ermordet 1944 in Auschwitz                                                | Crohn, Alice              | Breite Straße 41a                        |
| Breite Straße 41a ·          | 18. Feb. 2020 (29. Okt. 2010) | Feodor Hirsch (1888–1970) Feodor Hirsch musste ab 1941 Zwangsarbeit in der Ascherslebener Stadtgärtnerei verrichten. Bis zur Befreiung Ascherslebens durch amerikanische Truppen hielt er sich versteckt. Nach Kriegsende kehrte er in seinen alten Beruf zurück. Im Jahr 2010 wurde bereits ein Stolperstein für ihn verlegt, der am 18. Februar 2020 mit korrigierten Angaben neu verlegt wurde. | Hier wohnte und arbeitete FEODOR HIRSCH Jg. 1888 seit 1941 Zwangsarbeit Stadtgärtnerei die letzten Wochen vor Befreiung versteckt überlebt            | Hirsch, Feodor            | Breite Straße 41a                        |
| Breite Straße 41a ·          | 18. Feb. 2020                 | Helene Hirsch (1887–?) | Hier wohnte HELENE HIRSCH geb. Heublein Jg. 1887 Zwangsarbeit 1941 Majoranwerk C. Biedermann & Co. 1942 Stadt Aschersleben Strassenreinigung überlebt | Hirsch, Helene            | Breite Straße 41a                        |
| Breite Straße 41a ·          | 10. Juni 2011                 | Käte Hirsch (1905–?) Käte Hirsch war die Tochter von Herman und Alice Crohn. Sie und ihre Mutter wurden 1942 deportiert. Käte Hirsch musste Zwangsarbeit in einem Arbeitslager in Warschau verrichten. Ihr weiteres Schicksal ist unbekannt. | Hier wohnte KÄTE HIRSCH geb. Crohn Jg. 1905 deportiert 1942 Arbeitslager Warschau Zwangsarbeit ???                                                    | Hirsch, Käte              | Breite Straße 41a                        |
| Breite Straße 41a ·          | 10. Juni 2011                 | Lilli Silberberg (1909–1944) Lilli Silberberg war die Tochter von Herman und Alice Crohn. Sie wurde 1944 nach Auschwitz deportiert und ermordet. | Hier wohnte LILLI SILBERBERG geb. Crohn Jg. 1909 deportiert 1944 ermordet in Auschwitz                                                                | Silberberg, Lilli         | Breite Straße 41a                        |
| Breite Straße 41a ·          | 30. Juli 2015                 | Stephan Silberberg (1934–1944) Stephan Silberberg wurde 1944 mit seiner Mutter und seinem Bruder nach Auschwitz deportiert und dort ermordet. | Hier wohnte STEPHAN SILBERBERG Jg. 1934 deportiert 1944 ermordet in Auschwitz                                                                         | Silberberg, Stephan       | Breite Straße 41a                        |
| Breite Straße 41a ·          | 30. Juli 2015                 | Thomas Silberberg (1938–1944) Thomas Silberberg wurde 1944 mit seiner Mutter und seinem Bruder nach Auschwitz deportiert und dort ermordet. | Hier wohnte THOMAS SILBERBERG Jg. 1938 deportiert 1944 ermordet in Auschwitz                                                                          | Silberberg, Thomas        | Breite Straße 41a                        |
| Carl-von-Ossietzky-Platz 2 · | 18. Feb. 2020                 | Hedwig Bohne (1891–1988) | Hier wohnte HEDWIG BOHNE geb. Herzheim Jg. 1891 versteckt überlebt                                                                                    | Bohne, Hedwig             | Carl-von-Ossietzky-Platz 2               |
| Douglasstraße 2a ·           | 19. Dez. 2013                 | Dora Gerson (1884–1941) Dora Gerson studierte Medizin und arbeitete in Köln als Assistenzärztin und später in Dresden als Oberärztin. 1935 wurde ihr die Arbeitserlaubnis entzogen. 1941 wählte sie den Freitod. | Hier wohnte DR. DORA GERSON Jg. 1884 unfreiwillig verzogen 1936 Hannover Flucht in den Tod 24.9.1941                                                  | Gerson, Dr. Dora          | Douglasstraße 2a                         |
| Douglasstraße 2a ·           | 19. Dez. 2013                 | Rudolf Gerson (1890–1938) Rudolf Gerson diente im Ersten Weltkrieg und studierte anschließend Jura. Er war verheiratet und hatte eine Tochter. Bis zu seiner Entlassung 1935 arbeitete er als Amtsgerichtsrat. 1938 wurde er verhaftet und ins KZ Buchenwald deportiert, wo er nach zehn Tagen Haft ermordet wurde. Seine Frau und seine Tochter überlebten den Krieg. | Hier wohnte RUDOLF GERSON Jg. 1890 ’Schutzhaft’ 1938 Buchenwald ermordet 19.11.1938                                                                   | Gerson, Rudolf            | Douglasstraße 2a                         |
| Douglasstraße 2a ·           | 19. Dez. 2013                 | Luise Hagedorn (1886–1975) Luise Hagedorn geb. Gerson diente im Ersten Weltkrieg als Krankenschwester. Sie war mit dem aus Staßfurt stammenden Bankbeamten Fritz Hagedorn verheiratet und zog mit ihm nach Hannover. Dort überlebte sie versteckt bis zum Ende des Krieges. Später zog sie nach Nürnberg, wo sie 1975 starb. | Hier wohnte LUISE HAGEDORN geb. Gerson Jg. 1886 Umzug 1928 Hannover versteckt/überlebt                                                                | Hagedorn, Luise           | Douglasstraße 2a                         |
| Dr.-Wilhelm-Külz-Platz 8 ·   | 6. Mai 2013                   | Sidonie Lewin (1876–1942?) Sidonie Lewin wurde 1942 zusammen mit dem Großteil ihrer Familie ins Warschauer Ghetto deportiert, wo vermutlich alle kurze Zeit später umkamen. | Hier wohnte SIDONIE LEWIN geb. Gottschalk Jg. 1876 deportiert 1942 Ghetto Warschau ???                                                                | Lewin, Sidonie            | Dr.-Wilhelm-Külz-Platz 8                 |
| Dr.-Wilhelm-Külz-Platz 8 ·   | 6. Mai 2013                   | Elfriede Spanier (1903–1942?) Elfriede Spanier wurde 1942 zusammen mit dem Großteil ihrer Familie ins Warschauer Ghetto deportiert, wo vermutlich alle kurze Zeit später umkamen. | Hier wohnte ELFRIEDE SPANIER Jg. 1903 deportiert 1942 Ghetto Warschau ???                                                                             | Spanier, Elfriede         | Dr.-Wilhelm-Külz-Platz 8                 |
| Dr.-Wilhelm-Külz-Platz 8 ·   | 6. Mai 2013                   | Henny Spanier (1881–1942?) Henny Spanier stammte aus Groebzig. Sie war verwitwet und lebte mit ihren Kindern in Aschersleben. 1942 wurde der Großteil der Familie ins Warschauer Ghetto deportiert, wo vermutlich alle kurze Zeit später umkamen. | Hier wohnte HENNY SPANIER geb. Gottschalk Jg. 1881 deportiert 1942 Ghetto Warschau ???                                                                | Spanier, Henny            | Dr.-Wilhelm-Külz-Platz 8                 |
| Dr.-Wilhelm-Külz-Platz 8 ·   | 6. Mai 2013                   | Otto Spanier (1868–1943) Otto Spanier wurde am 18. November 1942 ins Ghetto Theresienstadt deportiert, wo er am 18. März 1943 starb. | Hier wohnte OTTO SPANIER Jg. 1868 deportiert 1942 Theresienstadt ermordet 1943                                                                        | Spanier, Otto             | Dr.-Wilhelm-Külz-Platz 8                 |
| Dr.-Wilhelm-Külz-Platz 8 ·   | 6. Mai 2013                   | Ruth Spanier (1906–1942?) Ruth Spanier wurde 1942 zusammen mit dem Großteil ihrer Familie ins Warschauer Ghetto deportiert, wo vermutlich alle kurze Zeit später umkamen. | Hier wohnte RUTH SPANIER Jg. 1906 deportiert 1942 Ghetto Warschau ???                                                                                 | Spanier, Ruth             | Dr.-Wilhelm-Külz-Platz 8                 |
| Dr.-Wilhelm-Külz-Platz 8 ·   | 6. Mai 2013                   | Walter Spanier (1905–1942?) Walter Spanier wurde 1942 zusammen mit dem Großteil seiner Familie ins Warschauer Ghetto deportiert, wo vermutlich alle kurze Zeit später umkamen. | Hier wohnte WALTER SPANIER Jg. 1905 deportiert 1942 Ghetto Warschau ???                                                                               | Spanier, Walter           | Dr.-Wilhelm-Külz-Platz 8                 |
| Dr.-Wilhelm-Külz-Platz 8 ·   | 6. Mai 2013                   | William Salomon Spanier (1937–1942?) William Salomon Spanier wurde 1942 zusammen mit dem Großteil seiner Familie ins Warschauer Ghetto deportiert, wo vermutlich alle kurze Zeit später umkamen. | Hier wohnte WILLIAM SALOMON SPANIER Jg. 1937 deportiert 1942 Ghetto Warschau ???                                                                      | Spanier, William Salomon  | Dr.-Wilhelm-Külz-Platz 8                 |
| Dr.-Wilhelm-Külz-Platz 16 ·  | 23. Nov. 2008                 | Hans-Gideon Hirschfeld (1921–?) Hans-Gideon Hirschfeld wurde in Berlin geboren und besuchte in Aschersleben das Stephaneum. 1935 musste er vorzeitig die Schule verlassen. Mit seinen Eltern und seiner jüngeren Schwester floh er über Triest nach Palästina. Dort starb Hans-Gideon Hirschfeld noch in jungen Jahren nach schwerer Krankheit. | Hier lernte HANS-GIDEON HIRSCHFELD Jg. 1921 Flucht 1935 Palästina überlebt                                                                            | Hirschfeld, Hans Gideon   | Dr.-Wilhelm-Külz-Platz 16                |
| Herrenbreite 9 ·             | 29. Sep. 2016                 | Clara Kohsen (1868–1941) | Hier wohnte CLARA KOHSEN geb. Rubensohn Jg. 1868 gedemütigt/entrechtet tot 13.7.1941                                                                  | Kohsen, Clara             | Herrenbreite 9                           |
| Herrenbreite 9 ·             | 29. Sep. 2016                 | Julius Kohsen (1866–1942) Julius Kohsen arbeitete als Bankier. Gemeinsam mit seinem Bruder Otto beging er vor der drohenden Deportation in ein Konzentrationslager Suizid. | Hier wohnte JULIUS KOHSEN Jg. 1866 gedemütigt/entrechtet Flucht in den Tod 25.8.1942                                                                  | Kohsen, Julius            | Herrenbreite 9                           |
| Herrenbreite 9 ·             | 29. Sep. 2016                 | Otto Kohsen (1867–1941) Otto Kohsen arbeitete als Bankier. Gemeinsam mit seinem Bruder Julius beging er vor der drohenden Deportation in ein Konzentrationslager Suizid. | Hier wohnte OTTO KOHEN Jg. 1867 gedemütigt/entrechtet Flucht in den Tod 6.10.1941                                                                     | Kohen, Otto               | Herrenbreite 9                           |
| Herrenbreite 9 ·             | 29. Sep. 2016                 | Henriette Steinberg (1896–?) | Hier wohnte HENRIETTE STEINBERG geb. Kohen Jg. 1896 Flucht 1938 USA                                                                                   | Steinberg, Henriette      | Herrenbreite 9                           |
| Hinter dem Turm 1 ·          | 30. Juli 2015                 | Lotti Becker (1905–ca. 1943) Lotti Beckers Pläne, ihrer Familie in die Emigration nach Südafrika zu folgen, verzögerten sich zunächst und wurden schließlich durch den Kriegsausbruch zerschlagen. Am 13. April 1942 wurden sie und ihre Tochter über Magdeburg ins Ghetto Warschau deportiert. Von dort wurden sie im Sommer 1943 verschleppt und an einem unbekannten Ort ermordet. | Hier wohnte LOTTI BECKER geb. Bry Jg. 1905 deportiert 1942 Ghetto Warschau ermordet                                                                   | Becker, Lotti             | Aschersleben Hinter dem Turm 1           |
| Hinter dem Turm 1 ·          | 30. Juli 2015                 | Marion Becker (1925–ca. 1943) Marion Becker wurde in Danzig geboren. Sie wurde am 13. April 1942 gemeinsam mit ihrer Mutter über Magdeburg ins Ghetto Warschau deportiert. Von dort wurden sie im Sommer 1943 verschleppt und an einem unbekannten Ort ermordet. | Hier wohnte MARION BECKER Jg. 1925 deportiert 1942 Ghetto Warschau ermordet                                                                           | Becker, Marion            | Aschersleben Hinter dem Turm 1           |
| Hinter dem Turm 1 ·          | 30. Juli 2015                 | Cäcilie Bry (1877–?) Cäcilie Bry konnte 1939 mit ihrem Mann zu den Kindern nach Südafrika emigrieren. | Hier wohnte CÄCILIE BRY geb. Kreismann Jg. 1877 Flucht 1939 Südafrika                                                                                 | Bry, Cäcilie              | Aschersleben Hinter dem Turm 1           |
| Hinter dem Turm 1 ·          | 30. Juli 2015                 | Erich Bry (1907–?) Erich Bry emigrierte 1935 zunächst in die Tschechoslowakei und im folgenden Jahr nach Südafrika. | Hier wohnte ERICH BRY Jg. 1907 Flucht 1935 Tschechoslowakei 1936 Südafrika                                                                            | Bry, Erich                | Aschersleben Hinter dem Turm 1           |
| Hinter dem Turm 1 ·          | 30. Juli 2015                 | Moritz Bry (1874–?) Moritz Bry betrieb in Aschersleben ein Geschäft, das er 1938 zwangsverkaufen musste. Im folgenden Jahr konnten er und seine Frau zu ihren Kindern nach Südafrika emigrieren. | Hier wohnte MORITZ BRY Jg. 1874 Flucht 1939 Südafrika                                                                                                 | Bry, Moritz               | Aschersleben Hinter dem Turm 1           |
| Hinter dem Turm 1 ·          | 30. Juli 2015                 | Ilse Bry verh. Engehausen (1911–?) Ilse Engehausen emigrierte 1935 nach Südafrika. | Hier wohnte ILSE BRY verh. Engehausen Jg. 1911 Flucht 1935 Südafrika                                                                                  | Bry, Ilse                 | Aschersleben Hinter dem Turm 1           |
| Hinter dem Turm 1 ·          | 30. Juli 2015                 | Käte Keibel geb. Bry (1909–?) Käte Keibel emigrierte 1935 nach Südafrika. | Hier wohnte KÄTE BRY verh. Keibel Jg. 1909 Flucht 1935 Südafrika                                                                                      | Bry, Käte                 | Aschersleben Hinter dem Turm 1           |
| Hinter dem Turm 1 ·          | 9. Aug. 2014                  | Sophie Kirk (1917–ca. 2004) Sophie Singer konnte 1938 nach England emigrieren. | Hier wohnte SOPHIE KIRK geb. Singer Jg. 1917 Flucht 1938 England                                                                                      | Kirk, Sophie              | Aschersleben Hinter dem Turm 1           |
| Hinter dem Turm 1 ·          | 9. Aug. 2014                  | Egon Werner Singer (1935–ca. 1942) Egon Werner Singer wurde in Göttingen geboren und am 29. November 1942 von Berlin aus ins Vernichtungslager Auschwitz deportiert, wo er ermordet wurde. | Hier wohnte EGON WERNER SINGER Jg. 1935 deportiert 1942 ermordet in Auschwitz                                                                         | Singer, Egon Werner       | Aschersleben Hinter dem Turm 1           |
| Hinter dem Turm 1 ·          | 9. Aug. 2014                  | Berta Tworoger (1911–?) Berta Tworoger stammte aus Polen und arbeitete als Haushälterin in Den Haag und Leipzig. 1942 wurde sie mit ihrem Mann und ihren Kindern ins Ghetto Warschau deportiert. Ihr weiteres Schicksal ist unbekannt. | Hier wohnte BERTA TWOROGER geb. Singer Jg. 1911 deportiert 1942 Ghetto Warschau Schicksal unbekannt                                                   | Tworoger, Berta           | Aschersleben Hinter dem Turm 1           |
| Hinter dem Turm 1 ·          | 9. Aug. 2014                  | Ludwig Tworoger (1907–?) Ludwig Tworoger wurde 1942 gemeinsam mit seiner Frau und den beiden Kindern ins Ghetto Warschau deportiert. Sein weiteres Schicksal ist unbekannt. | Hier wohnte LUDWIG TWOROGER Jg. 1907 deportiert 1942 Ghetto Warschau Schicksal unbekannt                                                              | Tworoger, Ludwig          | Aschersleben Hinter dem Turm 1           |
| Hinter dem Turm 1 ·          | 9. Aug. 2014                  | Manfred Tworoger (1937–?) Manfred Tworoger wurde 1942 gemeinsam mit seinen Eltern und seiner Schwester ins Ghetto Warschau deportiert. Sein weiteres Schicksal ist unbekannt. | Hier wohnte MANFRED TWOROGER Jg. 1937 deportiert 1942 Ghetto Warschau Schicksal unbekannt                                                             | Tworoger, Manfred         | Aschersleben Hinter dem Turm 1           |
| Hinter dem Turm 1 ·          | 9. Aug. 2014                  | Ruth Tworoger (1941–?) Ruth Tworoger wurde 1942 gemeinsam mit ihren Eltern und ihrem Bruder ins Ghetto Warschau deportiert. Ihr weiteres Schicksal ist unbekannt. | Hier wohnte RUTH TWOROGER Jg. 1941 deportiert 1942 Ghetto Warschau Schicksal unbekannt                                                                | Tworoger, Ruth            | Aschersleben Hinter dem Turm 1           |
| Johannispromenade 3 ·        | 29. Sep. 2016                 | Anna Bamberger (1866–1942) Anna Bamberger wurde in Berlin geboren. Von Aschersleben wurde sie am 18. November 1942 über Magdeburg ins Ghetto Theresienstadt deportiert, wo sie bereits am 4. Dezember 1942 starb. | Hier wohnte ANNA BAMBERGER Jg. 1886 deportiert 1942 ermordet in Theresienstadt                                                                        | Bamberger, Anna           | Aschersleben Johannispromenade 3         |
| Johannispromenade 3 ·        | 29. Sep. 2016                 | Gertrud Cahn (1900–?) Gertrud Cahn war Pianistin. Sie war die Nichte von Anna Bamberger. Mit ihrem Mann und den beiden Söhnen emigrierte sie nach Amerika. | Hier wohnte GERTRUD CAHN geb. Bamberger Jg. 1900 Flucht 1936 USA                                                                                      | Cahn, Gertrud             | Aschersleben Johannispromenade 3         |
| Johannispromenade 3 ·        | 29. Sep. 2016                 | Robert Cahn (1933–?) Robert war der Sohn von Gertrud und Wolfgang Cahn. Mit seinen Eltern und seinem Bruder emigrierte er nach Amerika. | Hier wohnte ROBERT CAHN Jg. 1933 Flucht 1936 USA | Cahn, Robert              | Aschersleben Johannispromenade 3         |
| Johannispromenade 3 ·        | 29. Sep. 2016                 | Walter Cahn (1895–?) Walter war der Sohn von Gertrud und Wolfgang Cahn. Mit seinen Eltern und seinem Bruder emigrierte er nach Amerika. | Hier wohnte DR. WALTER CAHN Jg. 1895 Flucht 1936 USA                                                                                                  | Cahn, Dr. Walter          | Aschersleben Johannispromenade 3         |
| Johannispromenade 3 ·        | 29. Sep. 2016                 | Wolfgang Cahn (1931–?) Wolfgang Cahn war Arzt. Er emigrierte mit seiner Frau und den beiden Söhnen nach Amerika. | Hier wohnte WOLFGANG CAHN Jg. 1931 Flucht 1936 USA | Cahn, Wolfgang            | Aschersleben Johannispromenade 3         |
| Jüdendorf 12 ·               | 4. Sep. 2017                  | Elfriede Messingrau (1925–?) | Hier wohnte ELFRIEDE MESSINGRAU verh. Nadiv Jg. 1925 Kindertransport 1939 England                                                                     | Messingrau, Elfriede.jpg  | Jüdendorf 12                             |
| Jüdendorf 12 ·               | 4. Sep. 2017                  | Jacob Theodor Messingrau (1888–?) | JACOB THEODOR MESSINGRAU Jg. 1888 Flucht 1939 Belgien interniert Drancy deportiert 1942 ermordet in Auschwitz                                         | Messingrau, Jacob Theodor | Jüdendorf 12                             |
| Jüdendorf 12 ·               | 4. Sep. 2017                  | Karoline Messingrau (1899–?) | Hier wohnte KAROLINE MESSINGRAU geb. Regensburger Jg. 1899 Flucht 1939 Belgien interniert Drancy deportiert 1942 ermordet in Auschwitz                | Messingrau, Karoline      | Jüdendorf 12                             |
| Jüdendorf 12 ·               | 4. Sep. 2017                  | Manfred Messingrau (1921–?) Manfred Messingrau war der Enkel des Kantors David Regensburger. Er zog von Leipzig nach Mingolsheim und arbeitete dort als Dienstknecht. 1939 floh er nach Warschau, wo sich seine Spur verliert. | Hier wohnte MANFRED MESSINGRAU Jg. 1921 Flucht 5.1.1939 Polen Schicksal unbekannt                                                                     | Messingrau, Manfred       | Jüdendorf 12                             |
| Jüdendorf 12 ·               | 4. Sep. 2017                  | Adele Regensburger (1874–1942) | Hier wohnte ADELE REGENSBURGER geb. Kneip Jg. 1874 deportiert 1942 Theresienstadt ermordet 23.12.1942                                                 | Regensburger, Adele       | Jüdendorf 12                             |
| Jüdendorf 12 ·               | 4. Sep. 2017                  | David Regensburger (1866–1935) David Regensburger war jüdischer Kantor und Lehrer an der Synagoge in Aschersleben, die sich zwischen Mauerstraße, Jüdendorf und dem Stumpfen Turm befand. | Hier wohnte DAVID REGENSBURGER Kantor Jg. 1866 gedemütigt/entrechtet tot 23.2.1935                                                                    | Regensburger, David       | Jüdendorf 12                             |
| Jüdendorf 12 ·               | 30. Sep. 2021                 | Fritz Cohn (1906–) Fritz Cohn war der letzte Prediger der Jüdischen Gemeinde in Aschersleben. Er konnte 1939 mit seiner Familie in die USA fliehen. | Hier wohnte Kantor FRITZ COHN Jg. 1906 Flucht 1939 USA                                                                                                | Fritz Cohn                | Jüdendorf 12                             |
| Jüdendorf 12 ·               | 30. Sep. 2021                 | Meta Cohn (1908–) Meta Cohn war die Ehefrau von Fritz Cohn. Mit ihm gelang ihr 1939 die Flucht in die USA. | Hier wohnte META COHN geb. Finkelstein Jg. 1908 Flucht 1939 USA                                                                                       | Meta Cohn                 | Jüdendorf 12                             |
| Leopoldstraße 1 ·            | 27. Sep. 2018                 | Erich Hirschfeld (1890–?) | Hier wohnte DR. ERICH HIRSCHFELD Jg. 1890 Flucht 1937 Palästina                                                                                       | Hirschfeld, Dr. Erich     | Aschersleben Leopoldstraße 1             |
| Leopoldstraße 1 ·            | 27. Sep. 2018                 | Else Hirschfeld geb. Neumann (1899–?) | Hier wohnte ELSE HIRSCHFELD geb. Neumann Jg. 1899 Flucht 1937 Palästina                                                                               | Hirschfeld, Else          | Aschersleben Leopoldstraße 1             |
| Leopoldstraße 1 ·            | 27. Sep. 2018                 | Judith Hirschfeld (1925–2013) | Hier wohnte JUDITH HIRSCHFELD verh. Reich Jg. 1925 Flucht 1937 Palästina                                                                              | Hirschfeld, Judith        | Aschersleben Leopoldstraße 1             |
| Leopoldstraße 1 ·            | 27. Sep. 2018                 | Hans-Gideon Hirschfeld (1921–?) | Hier wohnte HANS-GIDEON HIRSCHFELD Jg. 1921 Flucht 1935 Palästina                                                                                     | Hirschfeld, Hans-Gideon   | Aschersleben Leopoldstraße 1             |
| Taubenstraße 4 ·             | 4. Sep. 2017                  | Else Bendix (1882–?) Else Bendix wurde am 13. Oktober 1882 in Halberstadt geboren. Die Geschwister Else und Hedwig Bendix kamen 1907 aus Halberstadt und betrieben zuletzt in der Taubenstraße 4 von 1925 bis 1938 das Korsett- und Wäsche-Spezialgeschäft „Geschwister Bendix“. Nach der Arisierung ihres Geschäftes im November 1938 gingen sie zurück nach Halberstadt, wo sie zuletzt in einem Judenhaus in Westendorf 34a wohnten. Am 12. April 1942 wurde sie in das Warschauer Ghetto deportiert. | Hier wohnte ELSE BENDIX Jg. 1882 deportiert 1942 Ghetto Warschau ermordet                                                                             | Bendix, Else              | Taubenstraße 4                           |
| Taubenstraße 4 ·             | 4. Sep. 2017                  | Hedwig Bendix (1885–?) Hedwig Bendix wurde am 4. November 1885 in Halberstadt geboren. 1907 zog sie mit ihrer Schwester Else nach Aschersleben und betrieb dort ein Wäsche-Spezialgeschäft, zuletzt von 1925 bis 1938 in der Taubenstraße 4. Nach der „Arisierung“ ihres Geschäftes im November 1938 gingen sie zurück nach Halberstadt, wo sie zuletzt in einem Judenhaus in Westendorf 34a wohnten. Am 12. April 1942 wurde sie in das Warschauer Ghetto deportiert. | Hier wohnte HEDWIG BENDIX Jg. 1885 deportiert 1942 Ghetto Warschau ermordet                                                                           | Bendix, Hedwig            | Taubenstraße 4                           |
| Über den Steinen 33 ·        | 9. Aug. 2014                  | Hedwig Helft (1882–?) Hedwig Helft wurde in Heiligenstadt geboren. Sie wurde am 14. April 1942 von Magdeburg aus ins Ghetto Warschau deportiert und dort vermutlich ermordet. | Hier wohnte HEDWIG HELFT geb. Schwabe Jg. 1882 deportiert 1942 Ghetto Warschau Schicksal unbekannt                                                    | Helft, Hedwig             | Aschersleben, Neubau Über den Steinen 33 |
| Über den Steinen 33 ·        | 9. Aug. 2014                  | Else Lekisch (1888–1960) Else Schwabe heiratete 1910 Dr. Hugo Lekisch und zog mit ihm nach Essen. 1937 gelang ihnen die Emigration in die Vereinigten Staaten. | Hier wohnte ELSE LEKISCH geb. Schwabe Jg. 1888 Flucht 1938 USA                                                                                        | Lekisch, Else             | Aschersleben, Neubau Über den Steinen 33 |
| Über den Steinen 33 ·        | 9. Aug. 2014                  | Albert Schwabe (1880–1942) Albert Schwabe wurde in Heiligenstadt geboren. Am 12. April 1942 entzog er sich der bevorstehenden Deportation durch Suizid. | Hier wohnte ALBERT SCHWABE Jg. 1880 gedemütigt/entrechtet vor Deportation Flucht in den Tod 12.4.1942                                                 | Schwabe, Albert           | Aschersleben, Neubau Über den Steinen 33 |
| Über den Steinen 33 ·        | 9. Aug. 2014                  | Otto Schwabe (1886–?) Otto Schwabe konnte nach Palästina emigrieren. | Hier wohnte OTTO SCHWABE Jg. 1886 Flucht 1939 Palästina                                                                                               | Schwabe, Otto             | Aschersleben, Neubau Über den Steinen 33 |
| Über den Steinen 33 ·        | 9. Aug. 2014                  | Berta Weinberg (1881–1942) Berta Weinberg wurde in Heiligenstadt geboren. Am 11. Juni 1942 wurde sie von Frankfurt am Main aus ins Vernichtungslager Sobibor deportiert und dort ermordet. | Hier wohnte BERTA WEINBERG geb. Schwabe Jg. 1881 deportiert 1942 ermordet in Sobibor                                                                  | Weinberg, Berta           | Aschersleben, Neubau Über den Steinen 33 |
| Über den Steinen 33 ·        | 9. Aug. 2014                  | Thekla Meininger (1890–?) | Hier wohnte THEKLA MEININGER geb. Sacki Jg. 1890 deportiert 1942 Ghetto Warschau Schicksal unbekannt                                                  | Meininger, Thekla         | Aschersleben, Neubau Über den Steinen 33 |
| Über den Steinen 33 ·        | 9. Aug. 2014                  | Paula Schwabe (1895–?) | Hier wohnte PAULA SCHWABE geb. Sacki Jg. 1895 Flucht 1939 Palästina                                                                                   | Schwabe, Paula            | Aschersleben, Neubau Über den Steinen 33 |
| Über den Steinen 33 ·        | 9. Aug. 2014                  | Ilse de Stern (1914–?) | Hier wohnte ILSE DE STERN geb. Meininger Jg. 1914 Flucht 1938 Kolumbien                                                                               | Stern, Ilse de            | Aschersleben, Neubau Über den Steinen 33 |
| Wilhelmstraße 21–23 ·        | 29. Okt. 2010                 | Edith Hahn Beer (1914–2009) Edith Hahn war studierte Juristin und stammte aus Wien. Sie gelangte als Zwangsarbeiterin nach Aschersleben, wo sie in der Bestehorn-Papierfabrik arbeiten musste. Der geplanten Deportation konnte sie sich entziehen und überlebte somit den Krieg. Später war sie als Richterin in Brandenburg tätig. Als der KGB versuchte, sie als Spitzel zu gewinnen, floh sie nach London. Den Großteil ihres weiteren Lebens verbrachte sie in Netanja, Israel, und kehrte im Alter nach London zurück. | EDITH HAHN BEER geb. Hahn Jg. 1914 von 1941 bis 1942 Zwangsarbeit in Aschersleben ab Dezember 1942 versteckt überlebt in Brandenburg                  | Hahn Beer, Edith          | Wilhelmstraße 21–23                      |